# Anya Taylor-Joy
Anya Josephine Marie Taylor-Joy (sinh ngày 16 tháng 4 năm 1996), thường được biết đến với nghệ danh Anya Taylor-Joy, là một nữ diễn viên kiêm người mẫu người Mỹ gốc Anh – Argentina. Là chủ nhân của một số giải thưởng danh tiếng, bao gồm giải Quả cầu vàng, giải SAG, cùng các đề cử diễn xuất từ giải BAFTA và giải Primetime Emmy, cô được đưa vào danh sách Time 100 Next của tạp chí Time vào năm 2021.
Sinh ra ở Miami và lớn lên ở Buenos Aires và London, Taylor-Joy rời trường năm 16 tuổi và bắt đầu theo đuổi sự nghiệp diễn xuất. Sau những vai diễn nhỏ trên truyền hình, cô bắt đầu điện ảnh với vai chính Thomasin trong bộ phim kinh dị The Witch (2015), mang về cho cô một giải thưởng Gotham và một giải thưởng Đế chế. Cô tiếp tục đóng vai chính trong bộ phim kinh dị Split và bộ phim hài đen Thoroughbreds (cả hai năm 2017); cùng năm đó, cô được đề cử Giải thưởng Ngôi sao đang lên của BAFTA và đoạt giải Trophée Chopard từ Liên hoan phim Cannes. 
Cô cũng xuất hiện trong phim truyền hình The Miniaturist (2017), loạt phim thứ năm và thứ sáu của Bóng ma Anh Quốc (2019–2022) và The Dark Crystal: Age of Resistance (2019), và phim siêu anh hùng Glass (2019), tái hiện vai diễn của cô từ Split. Taylor-Joy lồng tiếng cho Công chúa Peach trong bộ phim Phim anh em Super Mario (2023) và thể hiện nhân vật chính trong Furiosa: Câu chuyện từ Max điên (2024).

## Tiểu sử
Taylor-Joy sinh ra ở Miami, Florida, là người con út trong sáu người con. Mẹ cô làm việc trong nhiếp ảnh và thiết kế nội thất và là người Anh-Tây Ban Nha. Cha cô, một cựu chủ ngân hàng quốc tế, là người Scotland-Argentina. Taylor-Joy chuyển đến Argentina khi cô còn nhỏ và chỉ nói tiếng Tây Ban Nha trước khi chuyển đến London năm 6 tuổi. Cô đã theo học trường dự bị Hill House ở Kensington trước khi theo học ngôi trường độc lập Queen's Gate. Trước đó cô là một cựu vũ công ballet.

## Sự nghiệp
Năm 2016, Taylor-Joy đóng vai chính trong bộ phim khoa học viễn tưởng kinh dị, Morgan, đạo diễn bởi Luke Scott. Bộ phim được phát hành vào ngày 2 tháng 9 năm 2016. Cũng trong năm đó, cô đóng vai chính trong bộ phim Barry của Vikram Gandhi. Sau đó, cô trở lại và vào vai chính trong bộ phim kinh dị tâm lý Split vào năm 2017, được viết và đạo diễn bởi M. Night Shyamalan. Trong phim cô thủ vai Casey Cooke, bị bắt cóc bởi một người đàn ông bí ẩn với tính cách riêng biệt. Năm 2019, cô sẽ tái hiện vai diễn của mình với vai Casey Cooke trong phim Glass.
Taylor-Joy cũng gắn liền với ngôi sao ở Nosferatu, một bản làm lại của bộ phim cùng tên, được đạo diễn bởi Eggers trong sự hợp tác thứ hai của cô với anh ta. Cô cũng sẽ đóng vai chính trong The Sea Change.
Taylor-Joy là nữ diễn viên chính trong video âm nhạc cho bản phối lại bài hát Red Lips của GTA Skrillex. Cô đã được đề cử cho Giải thưởng BAFTA Rising Star Award năm 2017.

## Danh sách phim

### Điện ảnh
Chú thích
| Denotes films that have not yet been released | Biểu thị bộ phim chưa phát hành |

| Năm  | Tiêu đề                         | Vai                          | Ghi chú                  |
| ---- | ------------------------------- | ---------------------------- | ------------------------ |
| 2015 | The Witch                       | Thomasin                     |                          |
| 2016 | Morgan                          | Morgan                       |                          |
| 2016 | Barry                           | Charlotte Baughman           |                          |
| 2016 | Tách biệt                       | Casey Cooke                  |                          |
| 2017 | Marrowbone                      | Allie                        |                          |
| 2017 | Thoroughbreds                   | Lily Reynolds                |                          |
| 2018 | Crossmaglen                     | Ana                          | Phim ngắn                |
| 2019 | Bộ ba quái nhân                 | Casey Cooke                  |                          |
| 2019 | Love, Antosha                   | Chính cô                     | Phim tài liệu            |
| 2019 | Playmobil: The Movie            | Marla Brenner                | Người đóng và lồng tiếng |
| 2019 | Radioactive                     | Irene Curie                  |                          |
| 2020 | Emma                            | Emma Woodhouse               |                          |
| 2020 | Here Are the Young Men          | Jen                          |                          |
| 2020 | Dị nhân thế hệ mới              | Illyana Rasputin / Magik     |                          |
| 2021 | Đêm trước ở Soho                | Sandie                       |                          |
| 2022 | The Northman                    | Olga                         |                          |
| 2022 | Thực đơn bí ẩn                  | Margot                       |                          |
| 2022 | Amsterdam - Vụ án mạng kỳ bí    | Libby Voze                   |                          |
| 2023 | Phim anh em Super Mario         | Công chúa Peach (lồng tiếng) |                          |
| 2024 | Furiosa: Câu chuyện từ Max điên | Imperator Furiosa            |                          |

### Truyền hình
| Năm       | Tiêu đề                             | Vai                       | Ghi chú            | Tham khảo |
| --------- | ----------------------------------- | ------------------------- | ------------------ | --------- |
| 2014      | Endeavour                           | Philippa Collins-Davidson | 1 tập              |           |
| 2015      | Viking Quest                        | Mani                      | Phim truyền hình   | [ 1 ]     |
| 2015      | Atlantis                            | Cassandra                 | Vai định kỳ, 6 tập | [ 2 ]     |
| 2017      | The Miniaturist                     | Petronella "Nella" Brandt | Sê-ri nhỏ, 3 tập   | [ 3 ]     |
| 2019–2022 | Bóng ma Anh Quốc                    | Gina Gray                 | Vai chính, 11 tập  | [ 4 ]     |
| 2019      | The Dark Crystal: Age of Resistance | Brea (lồng tiếng)         | Vai chính, 10 tập  | [ 5 ]     |
| 2020      | Gambit Hậu                          | Beth Harmon               | Sê-ri nhỏ, 7 tập   | [ 6 ]     |

## Giải thưởng và đề cử
| Năm  | Phim                              | Giải thưởng                                          | Hạng mục                                  | Kết quả      | Refs |
| ---- | --------------------------------- | ---------------------------------------------------- | ----------------------------------------- | ------------ | ---- |
| 2016 | The Witch: A New-England Folktale | Gotham Independent Film Awards                       | Breakthrough Actor                        | Đoạt giải    |      |
| 2016 | The Witch: A New-England Folktale | Washington D.C. Area Film Critics Association        | Best Youth Performance                    | Đề cử        |      |
| 2016 | The Witch: A New-England Folktale | San Diego Film Critics Society                       | Breakthrough Artist                       | Đề cử        |      |
| 2016 | The Witch: A New-England Folktale | Austin Film Critics Association                      | Breakthrough Artist Award                 | Đề cử        |      |
| 2016 | The Witch: A New-England Folktale | Phoenix Film Critics Society                         | Best Youth Performance                    | Đề cử        |      |
| 2016 | The Witch: A New-England Folktale | Fright Meter Awards                                  | Best Actress in a Leading Role            | Đoạt giải    |      |
| 2016 | The Witch: A New-England Folktale | Golden Shmoes                                        | Breakthrough Performance of the Year      | Vị trí thứ 2 |      |
| 2016 | The Witch: A New-England Folktale | BloodGuts UK Horror Awards                           | Breakthrough Artist Award                 | Đề cử        |      |
| 2017 | The Witch: A New-England Folktale | Empire                                               | Best Female Newcomer                      | Đoạt giải    |      |
| 2017 | The Witch: A New-England Folktale | Academy of Science Fiction, Fantasy and Horror Films | Best Performance by a Younger Actor       | Đề cử        |      |
| 2017 | The Witch: A New-England Folktale | Fangoria Chainsaw Awards                             | Fangoria Chainsaw Award for Best Actress  | Đoạt giải    |      |
| 2017 | The Witch: A New-England Folktale | Online Film & Television Association                 | Best Breakthrough Performance - Female    | Đề cử        |      |
| 2017 | The Witch: A New-England Folktale | Seattle Film Critics Awards                          | Best Youth Performance                    | Đoạt giải    |      |
| 2017 | Chính mình                        | British Academy of Film and Television Arts          | BAFTA Rising Star Award                   | Đề cử        |      |
| 2017 | Chính mình                        | London Critics Circle                                | Young British/Irish Performer of the Year | Đề cử        |      |
| 2017 | Chính mình                        | Central Ohio Film Critics Association                | Breakthrough Film Artist                  | Đề cử        |      |
| 2017 | Chính mình                        | Cannes Film Festival                                 | Trophée Chopard                           | Đoạt giải    |      |
| 2018 | Split                             | BloodGuts UK Horror Awards                           | Best Supporting Actress                   | Đề cử        |      |
| 2018 | Thoroughbreds                     | International Online Cinema Awards                   | Best Actress                              | Đề cử        |      |
| 2019 | Chính mình                        | London Film Critics' Circle                          | Young British/Irish Performer of the Year | Đề cử        |      |